# 夏季奧林匹克運動會60米比賽
夏季奥林匹克运动会60米比赛是奥运会田径比赛曾經舉辦距离最短的跑道赛跑项目，目前奧運會最短的短跑項目則是100米。在60米短跑項目僅存在1900和1904年夏季奧運會兩屆賽事進行，只有男子選手參賽。
美國隊在這個短暫的項目中佔據統治地位，贏得六枚獎牌中的五枚。所有獲獎選手都不是專攻這個項目，並在職業生涯中都曾在其他項目中獲得奧運獎牌：阿尔文·克伦茨莱因在1900年奧運會奪得60米金牌，他還贏得了兩個跨欄冠軍和男子跳遠金牌。阿奇·哈恩在1904年奧運會成為唯一一位在單屆奧運會上贏得60米，100米及200米短跑三項冠軍的選手。
1904年夏季奧運會還舉辦了一場60碼短跑障礙賽，由美國選手 C. 哈斯泰德 (C. Hastedt) 獲勝，但該比賽不再被視為正式奧運項目。
60米短跑被取消後，就再也没有出现在任何大型戶外國際比賽中，现在它已成為室內田徑比賽的常见项目。

## 歷屆獎牌得主
| 届数                    | 金牌                      | 银牌                      | 铜牌                  |
| 1900年巴黎 （詳細）     | 阿尔文·克伦茨莱因（美国） | 沃尔特·图克斯伯里（美国） | 斯坦·羅利（）         |
| 1904年聖路易斯 （詳細） | 阿奇·哈恩（美国）         | 威廉·霍根森（美国）       | 克萊德·布萊爾（美国） |

### 代表團獎牌榜
| 排名 | 代表团      | 金牌 | 银牌 | 铜牌 | 总数 |
| ---- | ----------- | ---- | ---- | ---- | ---- |
| 1    | 美国（USA） | 2    | 2    | 1    | 5    |
| 2    | （AUS）     | 0    | 0    | 1    | 1    |